# Peter Bolhuis
Peter Bolhuis (Den Haag, 14 januari 1954) is een Nederlands acteur.
Na zijn middelbare school volgde Bolhuis de Toneelschool Arnhem, waar hij nu docent is. Hij speelde in theaterproducties bij onder andere Het Nationale Toneel, Bonheur en De Appel.
In 2011 kreeg hij de Arlecchino, de theaterprijs voor de indrukwekkendste mannelijke bijrol, voor zijn spel in Augustus: Oklahoma van De Utrechtse Spelen.

## Filmografie
- Drie Dagen Vis (2024) - Ome Piet
- Goudappels (2024) - vader van Carola
- Tegendraads (2024) - Arent Brinks
- Rokjesnacht (2024) - Bastiaan
- De Joodse Raad (2024) - notaris
- Happy Single (2023) - vader van Tess
- Kerstappels (2022) - vader van Carola
- De stamhouder (2022) - broeder Gerardo
- De regels van Floor (2021) - kermisman
- Rundfunk: Jachterwachter (2020) - Corneel
- Oogappels (2019-heden) - vader van Carola
- April, May en June (2019) - Jos
- Boy Meets Gun (2019) - Gerard
- Flikken Rotterdam (2019, 1 afl.) - Duko van Marken
- Centraal (2019, 1 afl.) - Peter
- Baantjer: het begin (2019) - Politiechef
- Klem (seizoen 2) (2018) - Henk Breur
- Zuidas (2018) - Theo Brands
- Weg van jou (2017) - Frank
- De terugkeer van de wespendief (2017) - boekverkoper
- Het Verlangen (2017) - Herman Schutte
- Centraal Medisch Centrum (2016, 1 afl.) - Leonard van der Horst
- In de Zevende Hemel (2016) - Van Nes
- Knielen op een bed Violen (2016) - Wieland
- De Prinses op de Erwt: Een Modern Sprookje (2016) - koning Balthazar
- Moordvrouw (2016, 1 afl.) - Theo van Wielingen
- Tessa (2015-2016, 3 afl.) - Tobias
- Dokter Tinus (2015, 1 afl.) - Robert Beyens
- Flikken Maastricht (2015, 2 afl.) - Taaf Swaans
- Goedenavond dames en heren (2015) - Beekman
- Schaep Ahoy (2015, afl. Moordspel) - inspecteur Hoffman
- De Fractie (2015) - meneer Baks
- Koefnoen Presenteert - 2015, afl. Pilatus Pas - Wil
- Taart (2014, afl. Dolores) - bankdirecteur
- Lijn 32 (2012) - hoofd beveiliging
- Het Sinterklaasjournaal (2012, 1 afl.) - ober
- De geheimen van Barslet (2011, afl. Bjorn) - dominee
- Overspel (2011, 2 afl.) - Van den Houwert
- Sint (2010) - politie te water
- Voetbalvrouwen (2009-2010, 3 afl.)- Dirk Duprie
- Witte Vis (2009) - Joustra
- De co-assistent (2008, afl. Zeilen) - dokter Van Bommelen
- Keyzer & De Boer Advocaten (2008, afl. Dood zaad) - Luc Trip
- Waar is het paard van Sinterklaas? (2007) - vader van Sofie
- Aspe (2006, afl. Botenbusiness) - Arie Stolk
- De Hel van Tanger (2006) - Jack Scholten
- Intensive Care - det. Richard Klok
- Grijpstra & De Gier - Frans Mijbrecht
- Het paard van Sinterklaas (2005) - vader van Sofie
- Hotnews.nl - rechercheur Van Buren
- Allerzielen - portier 1
- Hartslag - Frans
- Hallo België! (2003-2004) - Ko Blinker
- Lili en Marleen - Henk
- Spangen - Henk
- Anne Frank: The Whole Story - Victor Kugler
- Drift
- Wildschut & De Vries - politieagent Van der Brink
- De Daltons - enge achterbuurman
- Morgen word ik wakker in Berlijn
- Baantjer - Hans Groenewold (1995), Hein de Waal (1998)
- Otje (1998) - wachtmeester Jansen
- Combat - Bram van Traa
- De Keerzijde - Henk van Dijk
- De jongen die niet meer praatte - vader van Jeroen (1996)
- De nieuwe moeder - buschauffeur
- Jansen, Jansen - Thijs
- Vraag 't aan Dolly - Gérard Belloccio
- De Legende van de Bokkerijders - Grauwe Beul
- Sjans (1992-1994) - Willem Termeulen
- Meneer Rommel- Gerrit
- De Onfatsoenlijke vrouw - Brigadier Vermeulen
- Romeo - Chiel
- 12 steden, 13 ongelukken - collega
- Thomas en Senior - Willem
- De Oplossing - Bert
- Schakels
- Flodder - opzichter (afl. Computerkoorts)
- De Vraag op het antwoord
- Grijpstra en De Gier (film) — (1979)

## Theater
- Napoleon op Sint-Helena - gouverneur Hudson Lowe/ oude Fransman
- Willem Breuker Collectief - "Happy End". O.a met Loes Luca.
- Augustus: Oklahoma (Utrechtse Spelen) - Charles Aiken
- Een Meeuw (Toneelgroep Oostpool, 2017) - Sorin
- Geen Paniek! (DeLaMar Producties, 2017)
- Een heilige avond

## Musical
- Soldaat van Oranje (2019) - François van 't Sant
- Amandla! Mandela (2016) - Witte Man

## Nasynchronisatie
- Pocahontas - Opperhoofd Powhatan
- Tarzan - Kerchak
- Igam Ogam - Smilovod
- Cars - Sheriff
- Cars 3 - Sheriff
- Wish - Sabino